# Risk of Rain
Risk of Rain ist ein Jump ’n’ Run mit Rogue-like-Elementen. Als Projekt zweier Studenten der University of Washington gestartet, erschien es nach einer erfolgreichen Kickstarter-Kampagne 2013 zunächst für Windows, im Folgejahr für Mac OS und Linux. Im Verlauf der Jahre wurde es weiterhin für PlayStation 4, PlayStation Vita, Nintendo Switch und Xbox One portiert.
2020 kam mit Risk of Rain 2 eine Fortsetzung als Third-Person-Shooter auf den Markt. 2023 wurde der Erstling nochmals überarbeitet als Risk of Rain Returns für Windows und Switch veröffentlicht.

## Beschreibung
Gemäß der Rahmenerzählung steuert der Spieler den Überlebenden eines Raumschiffabsturzes auf einem fremden, von feindlichen Kreaturen bevölkerten Planeten. Die Spielfigur rennt und hüpft durch eine seitlich scrollende Spielwelt, während sie gleichzeitig Feuergefechten mit permanent neu auftauchenden feindlichen Kreaturen führt. Innerhalb jedes Spiellevels findet sich ein Teleporter, durch den die Spielfigur in einen anderen Level wechseln kann. Durch das Töten von Gegnern und Aufsammeln von Gegenständen kann der Spieler die Fähigkeiten seiner Figur verbessern, zum einen durch Erfahrungspunkte und Levelaufstiege, zum anderen durch das Öffnen von Gegenstandskisten. Diese bleiben über den gesamten Spieldurchlauf – auch „Run“ genannt – erhalten, werden mit dem Ableben aber wieder zurückgesetzt. Die Schwierigkeit des Spiels, symbolisiert durch eine Leiste in der rechten oberen Ecke, steigt mit der Zeit stetig und stufenweise an. Mit jeder neuen Stufe erhöht sich die Zahl und die Stärke der Gegner. Aktiviert der Spieler einen Teleporter, beginnt eine 1,5- bis 2-minütige Aufladephase, in der sich die Gegnerzahl nochmals deutlich erhöht und ein Bossgegner erscheint. Übersteht der Spieler diese Phase, kann er in den nächsten Abschnitt wechseln. Der Schwierigkeitsgrad läuft dabei permanent weiter und wird bei Levelübergang nicht zurückgesetzt.

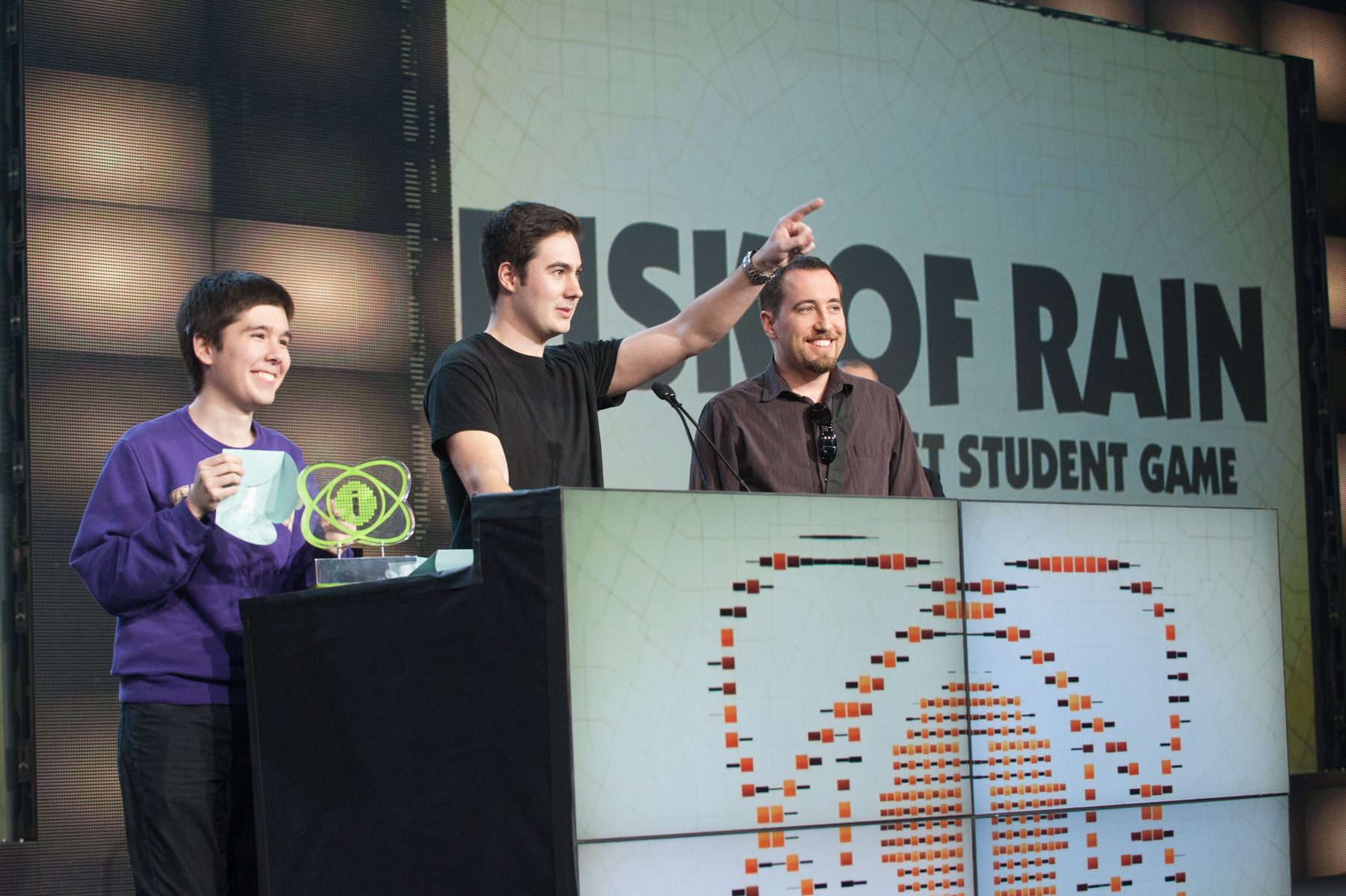
Duncan Drummond (links) und Paul Morse (Mitte) bei der Verleihung der IGF Awards 2014

Thematisches Spielziel ist es, die Angriffe der gegnerischen Kreaturen zu überleben und durch die verschiedenen Spiellevel bis zum Endkampf zu gelangen. Übersteht der Spieler den Endkampf des finalen Levels, entkommt seine Figur dem Planeten und der Durchlauf ist formal beendet. Im Vordergrund steht jedoch das Aufwerten der Figuren durch Sammeln von Erfahrungspunkten und Gegenständen sowie das Freischalten neuer Figurenklassen und Gegenstandstypen durch bestimmte Erfolge während des Spielverlaufs. Diese stehen dann in zukünftigen Runs zur Verfügung, weshalb diese Erfolge einen Teil der Spielermotivation ausmachen. Daher besteht unter anderem im vorletzten Level die Möglichkeit, statt zum Endlevel vorzudringen durch ein alternatives Portal wieder an den Beginn des Spiels zurückzukehren und mit der bisher gesammelten Ausrüstung erneut alle Level zu durch laufen. Wie bei Spielen des Typs Rogue-like bzw. Rogue-lite ist das Scheitern und die schnelle Wiederholbarkeit der Runs Teil des Spielkonzepts. Das Spiel kann sowohl alleine als auch mit einem zweiten Mitspielern gespielt werden.
Das Konzept des Spiels wurde von Duncan Drummond und Paul Morse ausgearbeitet. Beide begannen mit den Arbeiten in ihrem zweiten Studienjahr an der University of Washington. Die Entwicklungsarbeiten dauerten ungefähr ein Jahr. April 2013 starteten die Entwickler auf Kickstarter eine Crowdfunding-Kampagne mit einem Finanzierungsziel von 7.000 US-Dollar. Dieses Ziel wurde mit 30.480 Dollar deutlich übertroffen. Im Oktober 2013 wurde das Spiel über das Greenlight-Programm für den Vertrieb über die Online-Vertriebsplattform Steam zugelassen.
2022, zwei Jahre nach der Veröffentlichung des Nachfolgers, erwarb die Embracer Group über ihre Tochter Gearbox Publishing die Rechte an der Marke. Diese kündete 2023 eine überarbeitete Fassung des Spiels als Risk of Rain Returns für Windows und Switch an, die unter anderem technische Mängel – etwa bei den Mehrspieler-Funktionen – und bei der Spielbalance behob.

## Rezeption
Das Spiel erhielt mehrheitlich wohlwollende Kritik.

“All things considered, Risk of Rain is a lot of fun. Though it is held back by its technical faults (which can be reasonably expected from a project created by two students), it has the right stuff to elicit the “just one more run” response that roguelike games are known for. With a little more polish, it could be truly great, but as it is now, it’s still totally worth checking out.”

„Alles in allem macht Risk of Rain eine Menge Spaß. Obwohl es durch seine technischen Mängel ausgebremst wird (was bei einem Projekt, das von zwei Studenten entwickelt wurde, durchaus zu erwarten war), hat es alle wichtigen Elemente, um die "Nur noch eine Runde"-Reaktion hervorzurufen, für die Roguelike-Spiele bekannt sind. Mit ein wenig mehr Feinschliff könnte es wirklich großartig werden, aber so wie es jetzt bereits ist, ist es auf jeden Fall einen Blick wert.“

“These blemishes are annoying, but they're minor compared to what Risk of Rain has accomplished. It mixes together the challenge, randomness and discovery that make roguelikes so endlessly replayable, but in a form that also feels more welcoming. Even with over 15 hours under my belt, I've still got classes left to unlock, items left to find and plenty of meta-game strategy to master. I've been scared off by similar games, but Risk of Rain is worth the struggle.”

„Diese Schönheitsfehler sind ärgerlich, aber unbedeutend im Vergleich zu dem, was Risk of Rain erreicht hat. Es kombiniert die Herausforderung, den Zufall und die Entdeckungen, die Rogue-likes so endlos wiederspielbar machen, aber auf eine Weise, die sich zugleich einladender anfühlt. Selbst nach mehr als 15 Stunden Spielzeit habe ich immer noch Klassen freizuschalten, Gegenstände zu finden und eine Menge Meta-Game-Strategien zu meistern. Ich bin von ähnlichen Spielen abgeschreckt worden, aber Risk of Rain ist die Anstrengung wert.“

Beim Independant Games Festival 2014 wurde das Spiel als einer von acht Titeln in der Kategorie „Student Showcase“ ausgezeichnet. Nach eigenen Angaben wurden bis April 2019 mehr als drei Millionen Kopien des Spiels verkauft.